# 야니크 스토피라
야니크 스토피라(프랑스어: Yannick Stopyra, 1961년 1월 9일, 샹파뉴-아르덴 지방 트루아 ~)는 프랑스의 전 축구 선수로, 현역 시절 스트라이커로 활약했다.
그는 17년을 프로 선수로 활약하며 6개 구단 소속으로 리그 1 경기에 455번 출전해 130골을 기록했는데, 주로 소쇼와 툴루즈에서 활동했다.
스토피라는 프랑스 국가대표팀 일원으로 1986년 월드컵에 참가했다.

## 클럽 경력
오브 주 트루아의 폴란드계 가정에서 태어난 스토피라는 17시즌 중 15시즌을 소쇼, 렌, 툴루즈, 보르도, 칸, 그리고 메스 소속으로 리그 1에서 활약했다. 그는 소쇼 소속으로 불과 17세의 나이로 신고식을 치렀고, 1979-80 시즌에는 리그 준우승을 거두었고, 이듬해에는 UEFA컵에서 준결승전까지 올라갔다.
스토피라는 1994년 6월에 33세의 나이로, 뮐루즈 소속으로 디비시옹 2에서 보내고 은퇴했다. 그는 이후 보르도로 복귀해 구단의 유소년부에서 근무했다.

## 국가대표팀 경력
스토피라는 1980년 2월 27일, 그리스와의 친선경기에서 첫 프랑스 국가대표팀 경기에 출전했고, 그는 5-1로 이긴 이 경기에서 득점도 기록했다. 그는 이후 32번의 국가대표팀에 더 출전하며 8년 동안 11번 골망을 흔들었다.
앙리 미셸 감독은 스토피라를 1986년 월드컵에 참가할 선수로 발탁했다. 그는 멕시코에서 열린 대회 본선에서 1경기를 제외하고 모두 출전했는데, 푸른 군단(Les Bleus)은 대회를 3위로 마감했고, 자신도 3-0으로 이긴 헝가리와의 조별 리그 경기와 2-0으로 이긴 이탈리아와의 16강전에서 두 차례 득점을 올렸다.

### 국가대표팀 득점 기록
| #  | 날짜             | 경기장                                     | 상대       | 점수 | 최종결과 | 대회                 | 주     |
| -- | ---------------- | ------------------------------------------ | ---------- | ---- | -------- | -------------------- | ------ |
| 1  | 1980년 2월 27일  | 프랑스 파리 파르크 데 프랭스               | 그리스     | 5–1  | 5–1      | 친선경기             | [ 7 ]  |
| 2  | 1983년 2월 16일  | 포르투갈 기마랑이스 D. 아폰수 엔히크스     | 포르투갈   | 1–0  | 3–0      | 친선경기             | [ 8 ]  |
| 3  | 1983년 2월 16일  | 포르투갈 기마랑이스 D. 아폰수 엔히크스     | 포르투갈   | 3–0  | 3–0      | 친선경기             | [ 8 ]  |
| 4  | 1984년 10월 13일 | 룩셈부르크 룩셈부르크 시 시립 경기장       | 룩셈부르크 | 3–0  | 4–0      | 1986년 월드컵 예선전 | [ 9 ]  |
| 5  | 1984년 10월 13일 | 룩셈부르크 룩셈부르크 시 시립 경기장       | 룩셈부르크 | 4–0  | 4–0      | 1986년 월드컵 예선전 | [ 9 ]  |
| 6  | 1984년 12월 8일  | 프랑스 파리 파르크 데 프랭스               | 동독       | 1–0  | 2–0      | 1986년 월드컵 예선전 | [ 10 ] |
| 7  | 1986년 6월 9일   | 멕시코 레온 레온 경기장                    | 헝가리     | 1–0  | 3–0      | 1986년 월드컵        | [ 11 ] |
| 8  | 1986년 6월 17일  | 멕시코 멕시코 시 올림피코 우니베르시타리오 | 이탈리아   | 2–0  | 2–0      | 1986년 월드컵        | [ 12 ] |
| 9  | 1987년 4월 29일  | 프랑스 파리 파르크 데 프랭스               | 아이슬란드 | 2–0  | 2–0      | 유로 1988 예선전     | [ 13 ] |
| 10 | 1988년 1월 27일  | 이스라엘 라마트 간 라마트 간 경기장        | 이스라엘   | 1–0  | 1–1      | 친선경기             | [ 14 ] |
| 11 | 1988년 2월 5일   | 모나코 루이 II                             | 모로코     | 2–1  | 2–1      | 친선경기             | [ 15 ] |

## 사생활
스토피라의 부친 쥘리앙(1933–2015)도 공격수로 활동했다. 그도 프랑스 국가대표팀 경기에 1번 출전했다.

## 수상
프랑스
- 월드컵: 1986[6]
- 코파 아르테미오 프란키: 1985